# Живота Филиповић
Живота Филиповић (Стрмној Гори код Ваљева, 25. новембар 1937 — ?, 26. јануар 2008) српски је писац, преводилац и професор.
Основну школу је учио у Лелићу и Ваљеву, а гимназију у Ваљеву. Потом је на Филолошком факултету у Београду завршио студије германистике и англистике. Од 1964. до 1997. године радио је као професор немачког и енглеског језика и као саветник за стране језике у ваљевској просвети: у Ваљевској гимназији, Међуопштинском заводу за унапређивање васпитања и образовања и Техничкој школи. Прилику да добро научи своје стране језике имао је боравећи дуже у Немачкој, а краће у САД и Великој Британији.

### Уџбеници
Први уџбеник немачког језика изашао му је из штампе 1974. године. Од тада је написао и објавио укупно седам уџбеника немачког језика за средње школе. Три од тих уџбеника написао је у сарадњи са другим ауторима, од којих један са Зораном Кукићем. Неки од уџбеника за немачки као други страни језик још су у употреби, а објављени су и у Републици Македонији. Укупан тираж свих уџбеника износи близу 200.000 примерака. Поред уџбеника у правом смислу речи, објавио је и алтернативни уџбеник немачког језика Deutsch alternativ а алтернативни уџбеник енглеског језика The Worst English.

### Дела
- Дуња, (1982) приче,
- Хаварије у оваријима, (1986) кратка проза,
- Стрмногорске ведрине, (1994) приче,
- Муњевине, (1994) песме,
- Годишња доба, (2002) приче и
- Висија, (2004) која садржи избор из свих ранијих књига,
- Стрмногорац, (2005) роман у двадесет прича,
- Мој летећи разред, (2007) песме.

Неке приче, песме и афоризми преведени су му на немачки и објављени у немачким листовима, часописима и књигама, а заступљен је и у антологији српских афоризама „Враг и шала“ објављеној и у Русији.

### Преводи
- Преводи са енглеског:
  - Зима у крви, роман америчког писца индијанског порекла Џејмса Велча,
  - Порекло звевда Великог медведа, збирка индијанских бајки и
  - Приче из иглуа, збирка ескимских бајки (заједно са Јеленом Томић).
- Преводи са немачког језика:
  - Немачки графити,
  - Одметник, Ернста Јингера,
  - In vino veritas, Серена Кјеркегора
  - Осам смртних грехова цивилизованог човечанства, Конрада Лоренца,
  - Ваљево, Ханса Фогела,
  - Уметност смеха, Габријела Лауба (збирка есеја о хумору и сатири),
  - Мој џиновски проблем, Мартина Валзера (приче),
  - Смрт у Трсту, Волфганга Ешкера (књига прича, коју је превео са Бранимиром Живојиновићем),
  - Арнеова оставштина, Зигфрида Ленца (роман),
  - Лако нарушени мир, Габријела Лауба (хуморно-сатирична историја ратовања),
  - Историја европске идеје, Волфганга Шмалеа,
  - Историја једнога Немца, (2005) Себастијана Хафнера,
  - Мој живот, (2005) Марсела Рајх-Раницког (аутобиографија),
  - На странпутици, (2006) Лили Бранд,
  - Између две жене, (2006) Велхелма Генацина (роман).

Стицајем околности, обимни и значајни превод Теорија комуникативног деловања Јиргена Хабермаса тек треба да буде објављено, то је дело које је још осамдесетих година 20. века на подстицај Зорана Ђинђића превео заједно са њим и са Мирославом Миловићем.

### Друга издања
У збирци песам посвећених Николи Тесли „Песнички звездограм Николе Тесле“, која је изашла поводом 150 година од Теслиног рођења, налази се једна његова песма „Тесла пише Твену“. Ову антологију песама о Тесли приредио је Милосав Мирковић, а издала је Љубостиња, Трстеник 2006. године.

### Признања
За свој укупан рад добио је више признања. Најскорија су награда за уметност Општине Ваљево од 20. марта и признање Европског покрета од 9. маја 2005. године.